# Keith Chylinski

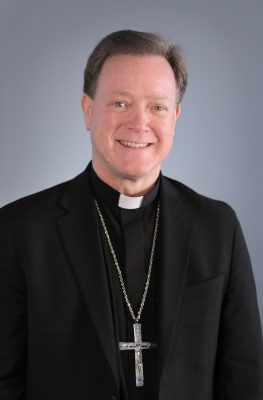
Keith Chylinski, 2023

Keith James Chylinski (* 23. Juli 1971 in Schenectady, New York) ist ein US-amerikanischer römisch-katholischer Geistlicher und ernannter Weihbischof in Philadelphia.

## Leben
Keith Chylinski erlangte zunächst an der Temple University in Philadelphia einen Bachelor im Fach Musikwissenschaft. Anschließend studierte er Philosophie und Katholische Theologie am Priesterseminar Saint Charles Borromeo in Overbrook. Dort erwarb er einen Master of Divinity und einen Master of Theology. Am 19. Mai 2007 empfing Chylinski in der Kathedralbasilika St. Peter und Paul durch den Erzbischof von Philadelphia, Justin Francis Kardinal Rigali, das Sakrament der Priesterweihe für das Erzbistum Philadelphia.
Chylinski war nach der Priesterweihe zunächst als Pfarrvikar der Pfarreien Saint Anselm in Philadelphia (2007–2011) und Mary, Mother of the Redeemer in North Wales (2011–2012) tätig. Danach setzte er seine Studien an der Divine Mercy University in Sterling fort, an der er 2014 einen Master im Fach Klinische Psychologie erlangte. Nach der Rückkehr ins Erzbistum Philadelphia lehrte Chylinski am Priesterseminar Saint Charles Borromeo in Overbrook, bevor er 2022 dessen Regens wurde.
Am 8. Dezember 2023 ernannte ihn Papst Franziskus zum Titularbischof von Gunela und zum Weihbischof in Philadelphia. Die Bischofsweihe durch den Erzbischof von Philadelphia, Nelson Jesus Perez, ist für den 7. März 2024 geplant.